# Convocazioni al campionato europeo dei piccoli stati maschile di pallavolo 2013
Elenco dei giocatori convocate per il campionato europeo dei piccoli stati 2013.

## Cipro
| N° | Nome                      | Ruolo | Data di nascita  | Squadra     |
| -- | ------------------------- | ----- | ---------------- | ----------- |
| -  | Konstantinos Delikostas   | All   | 7 settembre 1972 | -           |
| 2  | James Anastassiades       | S     | 1º novembre 1997 | -           |
| 4  | Savvas Savva              | P     | 28 gennaio 1980  | Omonia      |
| 5  | Nikos Kola                | S     | 27 agosto 1982   | Karavas     |
| 6  | Konstantinos Pafitis      | C     | 12 dicembre 1986 | Nea Salamis |
| 7  | Gabriel Georgiou          | S/O   | 23 gennaio 1989  | Anorthōsīs  |
| 10 | Ioannis Kontos            | S     | 16 aprile 1987   | Anorthōsīs  |
| 11 | Achilleas Petrakidis      | S/O   | 12 agosto 1984   | Nea Salamis |
| 12 | Aggelos Alexiou           | C     | 4 febbraio 1987  | Omonia      |
| 13 | Anthimos Economides       | P     | 25 gennaio 1985  | Anorthōsīs  |
| 14 | Georgios Chrysostomou     | C     | 26 novembre 1987 | Anorthōsīs  |
| 15 | Marinos Papachristodoulou | L     | 11 novembre 1983 | Pafiakos    |
| 17 | Nikolas Charalampidīs     | L     | 26 novembre 1983 | Anorthōsīs  |

## Lussemburgo
| N° | Nome              | Ruolo | Data di nascita  | Squadra       |
| -- | ----------------- | ----- | ---------------- | ------------- |
| -  | Burkhard Disch    | All   | -                | -             |
| 1  | Dominik Husi      | L     | 4 gennaio 1985   | Einsiedeln    |
| 3  | Andy König        | C     | 30 agosto 1985   | -             |
| 4  | Kamil Rychlicki   | S     | 1º novembre 1996 | Strassen      |
| 5  | Arnaud Maroldt    | S/O   | 30 giugno 1987   | CHEV          |
| 6  | Gilles Braas      | P     | 17 marzo 1992    | Coburger      |
| 7  | Jan Lux           | C     | 21 giugno 1984   | Bartréng      |
| 8  | Ralf Lentz        | C     | 2 febbraio 1981  | Strassen      |
| 10 | Juan Pablo Stutz  | S     | 18 agosto 1983   | Strassen      |
| 11 | Tim Laevaert      | S     | 25 gennaio 1987  | CHEV          |
| 14 | Chriss Zuidberg   | C     | 2 settembre 1994 | Lorentzweiler |
| 15 | Frantizek Vosahlo | S     | 24 luglio 1989   | Strassen      |
| 17 | Max Funk          | P     | 24 luglio 1996   | Strassen      |

## San Marino
| N° | Nome                | Ruolo | Data di nascita  | Squadra        |
| -- | ------------------- | ----- | ---------------- | -------------- |
| -  | Stefano Maestri     | All   | 17 ottobre 1956  | -              |
| 1  | Daniele Lombardi    | P     | 16 maggio 1984   | -              |
| 4  | David Zozzini       | C     | 11 marzo 1994    | -              |
| 6  | Alessandro Gennari  | L     | 16 febbraio 1988 | Beach & Park   |
| 7  | Emanuele Cervellini | L     | 12 aprile 1975   | -              |
| 11 | Luca Venturini      | S     | 11 dicembre 1992 | Olympia Voltri |
| 12 | Luca Pucci          | P     | 14 ottobre 1988  | Beach & Park   |
| 15 | Francesco De Luigi  | S     | 27 maggio 1995   | -              |
| 16 | Andrea Giri         | S/O   | 21 giugno 1976   | -              |
| 17 | Davide Baciocchi    | S     | 12 novembre 1991 | -              |
| 18 | Matteo Zonzini      | C     | 4 settembre 1989 | Beach & Park   |

## Scozia
| N° | Nome                | Ruolo | Data di nascita  | Squadra   |
| -- | ------------------- | ----- | ---------------- | --------- |
| -  | Simon Loftus        | All   | 24 dicembre 1976 | -         |
| 1  | Gavin Watt          | P     | 11 agosto 1988   | -         |
| 2  | Paul Glissov        | S/O   | 21 agosto 1984   | -         |
| 3  | Barry McGuigan      | L     | 14 febbraio 1979 | -         |
| 4  | Jamie McHardy       | S     | 21 aprile 1992   | -         |
| 5  | Callum Green        | S/O   | 7 luglio 1989    | -         |
| 6  | Alistair Galloway   | S/O   | 25 maggio 1981   | -         |
| 7  | Stewart Caldwell    | C     | 1º ottobre 1990  | -         |
| 8  | Robin Miedzybrodzki | S     | 27 gennaio 1985  | -         |
| 9  | Colin Giles         | P     | 19 ottobre 1980  | -         |
| 10 | Ruari Isted         | C     | 1º maggio 1984   | -         |
| 11 | Seain Cook          | S     | 19 novembre 1991 | -         |
| 12 | Mark McGivern       | C     | 24 febbraio 1983 | ASUL Lyon |